# Gare de Salo
La gare de Salo (en finnois : Salon rautatieasema) est une gare ferroviaire de la Helsinki à Port de Turku. Elle est située à Salo en Finlande.
Mise en service en 1898, elle ferme son guichet en 2014 et sa salle d'attente en 2021. Le bâtiment d'origine est toujours présent.

## Situation ferroviaire
La gare de Salo est établie au point kilométrique (pk) 13,9 de la ligne d'Helsinki à Port de Turku, entre les gares ouvertes de Karis et de Kupittaa.

## Histoire
Le bâtiment de la gare de Salo construit en 1898, dû à l'architecte Bruno Granholm, est de type classe IV. Il dispose d'un restaurant et de l'appartement du chef de gare. La voie vers Turku est achevée en 1899 et celle vers Helsinki en 1903.

La gare en 1900
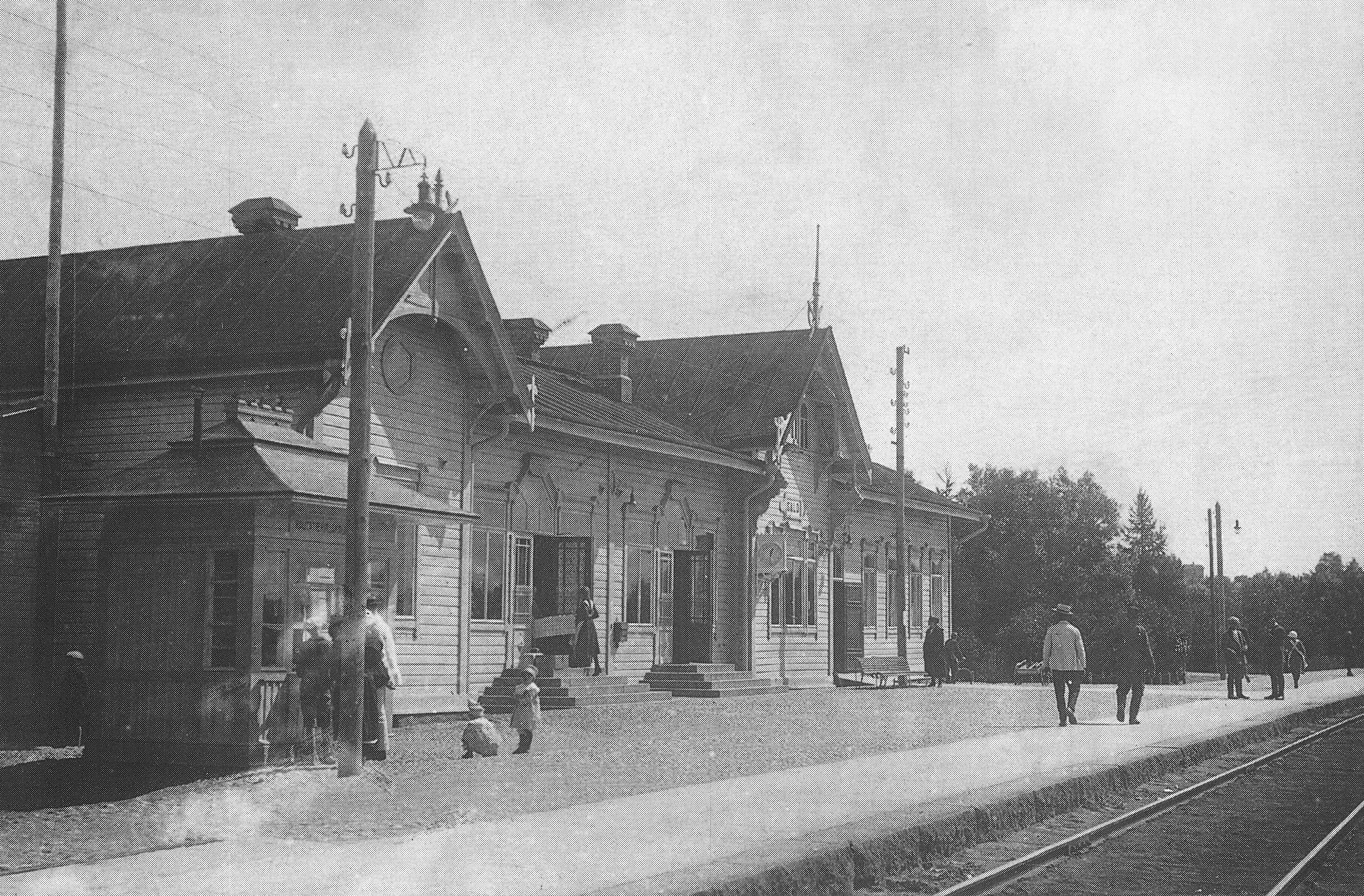
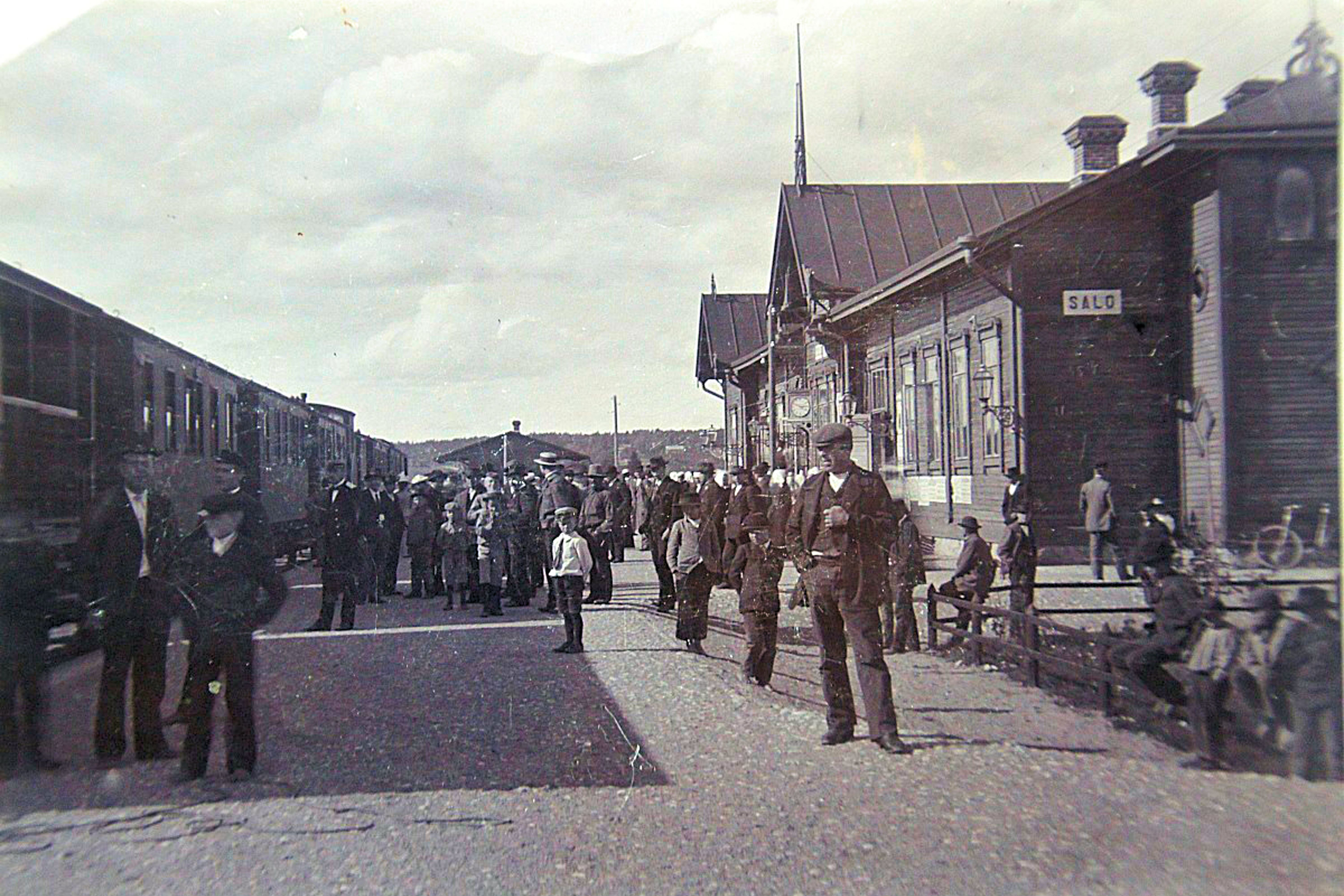

En 2008, la gare a accueilli 381 000 voyageurs.
Le guichet de la gare est fermé le 2 août 2014, il est remplacé par un automate en gare et la possibilité d'achat en ligne.
La salle d'attente de la gare est fermée le 1er novembre 2021 en raison d'une baisse de sa fréquentation.

## Service des voyageurs

### Accueil
Gare sans personnel, elle dispose d'un automate pour l'achat de titres de transport, de toilettes et elle est accessible aux personnes à la mobilité réduite. L'accès au quai s'effectue directement depuis le parking, le quai latéral de la voie 1 dispose d'un abri avec un escalier et un ascenseur permettant de rejoindre le passage piéton sous voies qui permet par un deuxième escalier et un deuxième ascenseur d'accéder au quai central desservi par les lignes 2 et 3. L'accessibilité est complétée par un service d'assistance qu'il faut réserver par téléphone 36 heures avant son voyage.

### Desserte
Salo est desservie par la majorité des trains qui circulent entre la gare centrale d'Helsinki et la gare de Turku-Port.

Installations et desserte
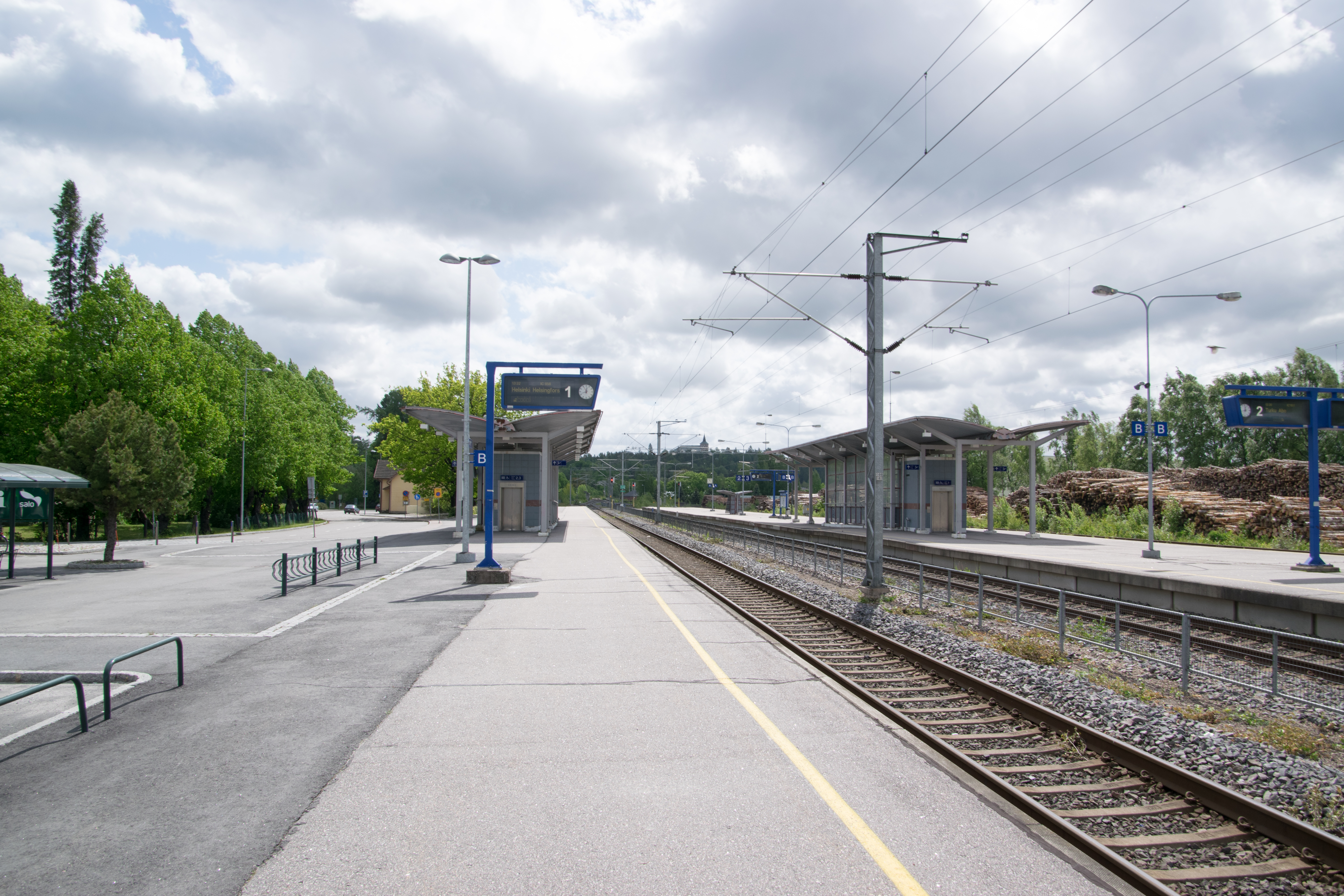
2015.
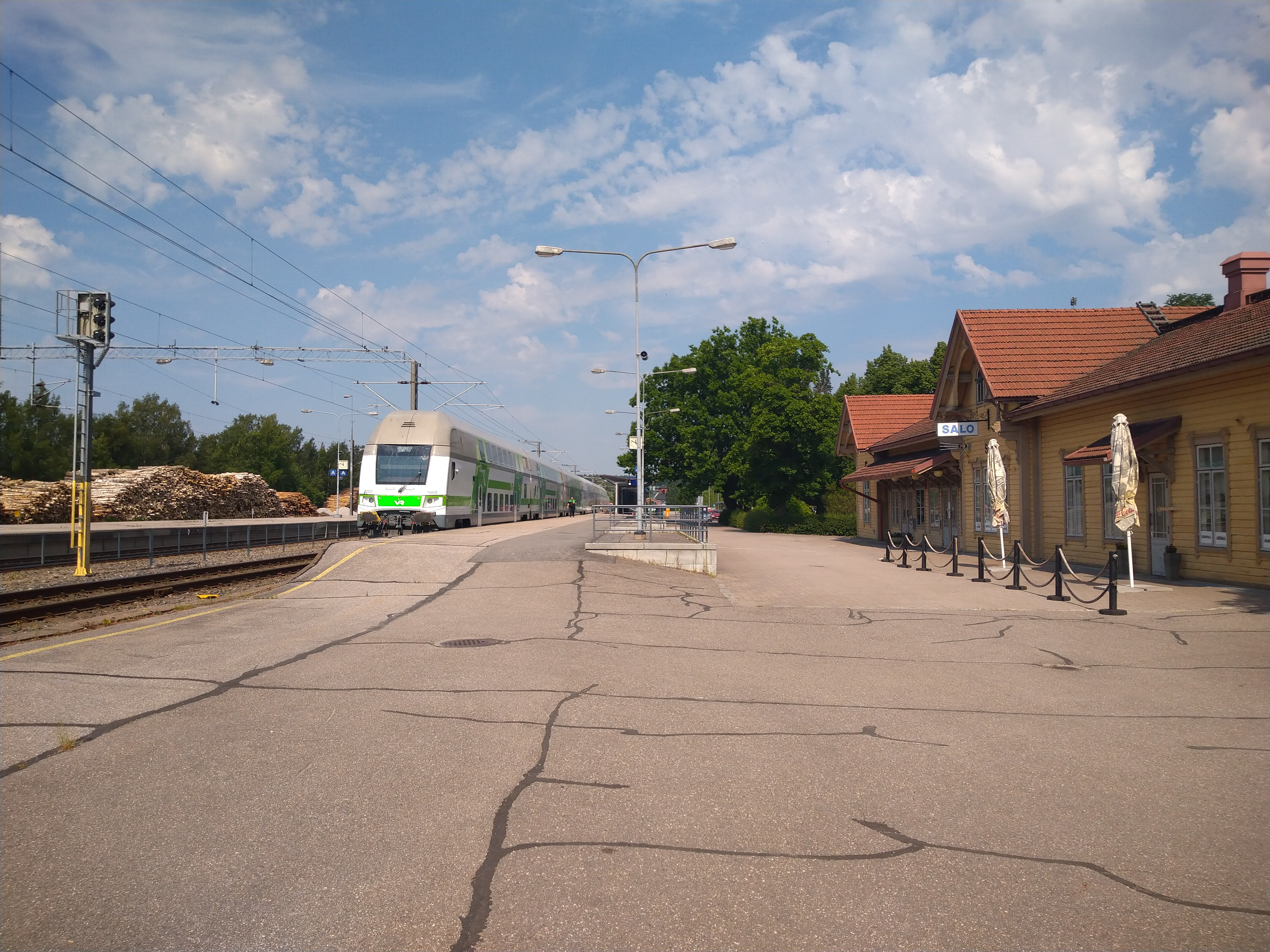
2020.
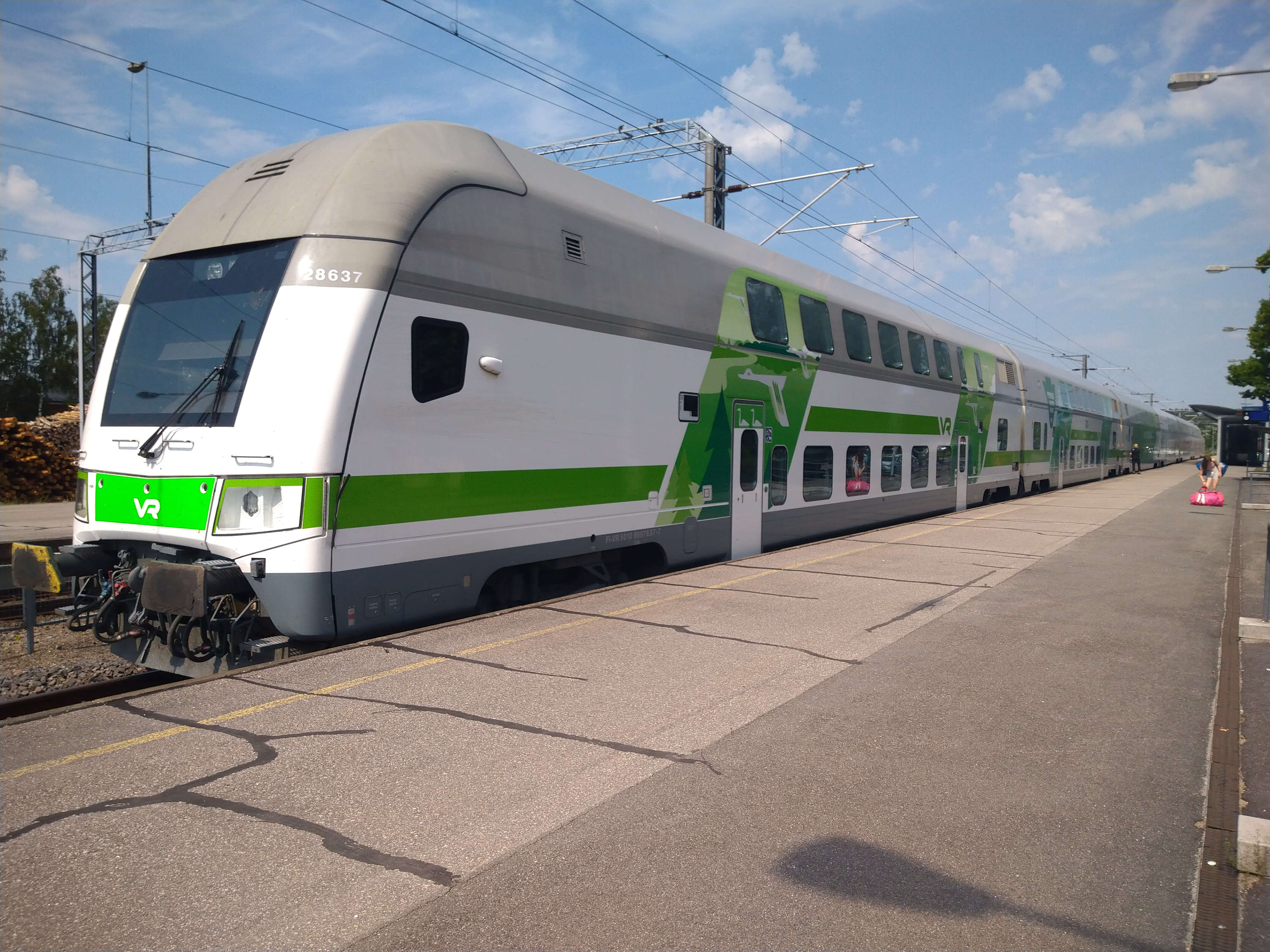
2020.

## Patrimoine ferroviaire
Désaffecté du service ferroviaire, le bâtiment d'origine de la gare, du à Bruno Granholm, est toujours présent sur le site. Une remise à locomotive, situé au nord de la gare, est devenue la propriété de la ville qui l'a rénovée et réaménagée en espace d'exposition du musée d'art de la ville. D'autres bâtiments, abri, entrepôt et silos, plus récents, sont également présents à proximité.

L'ancien bâtiment de la gare
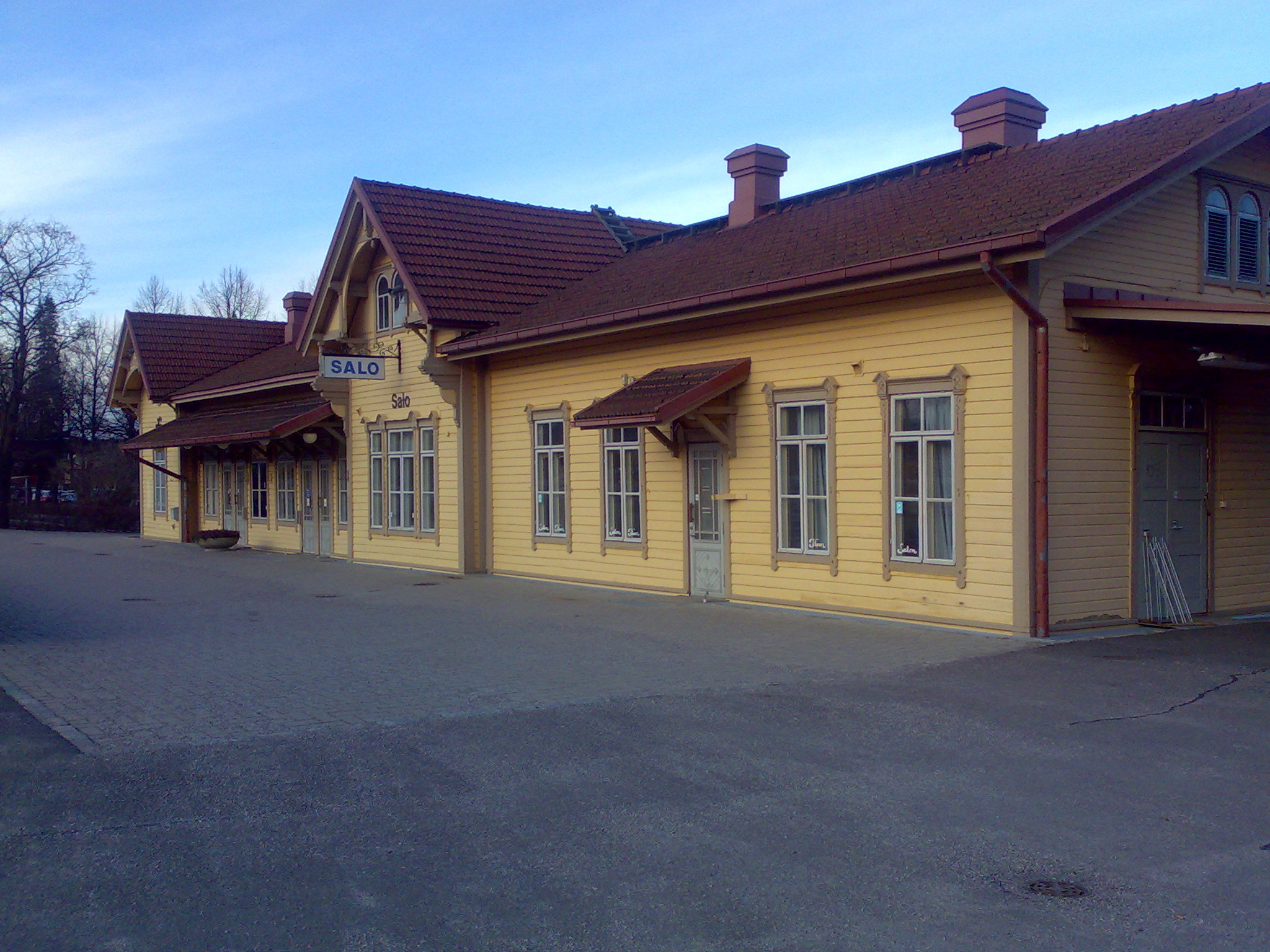
2008.
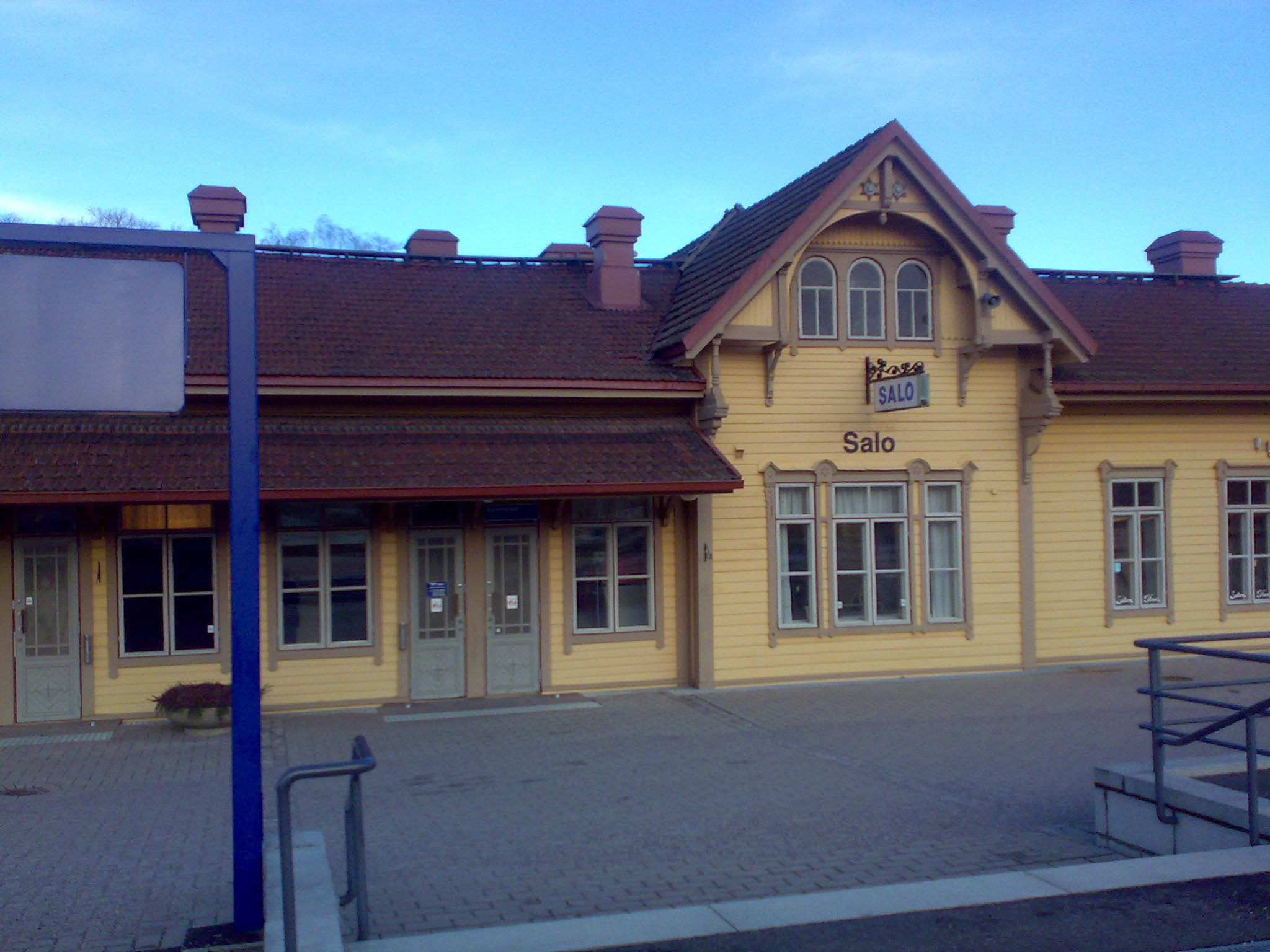
2008.
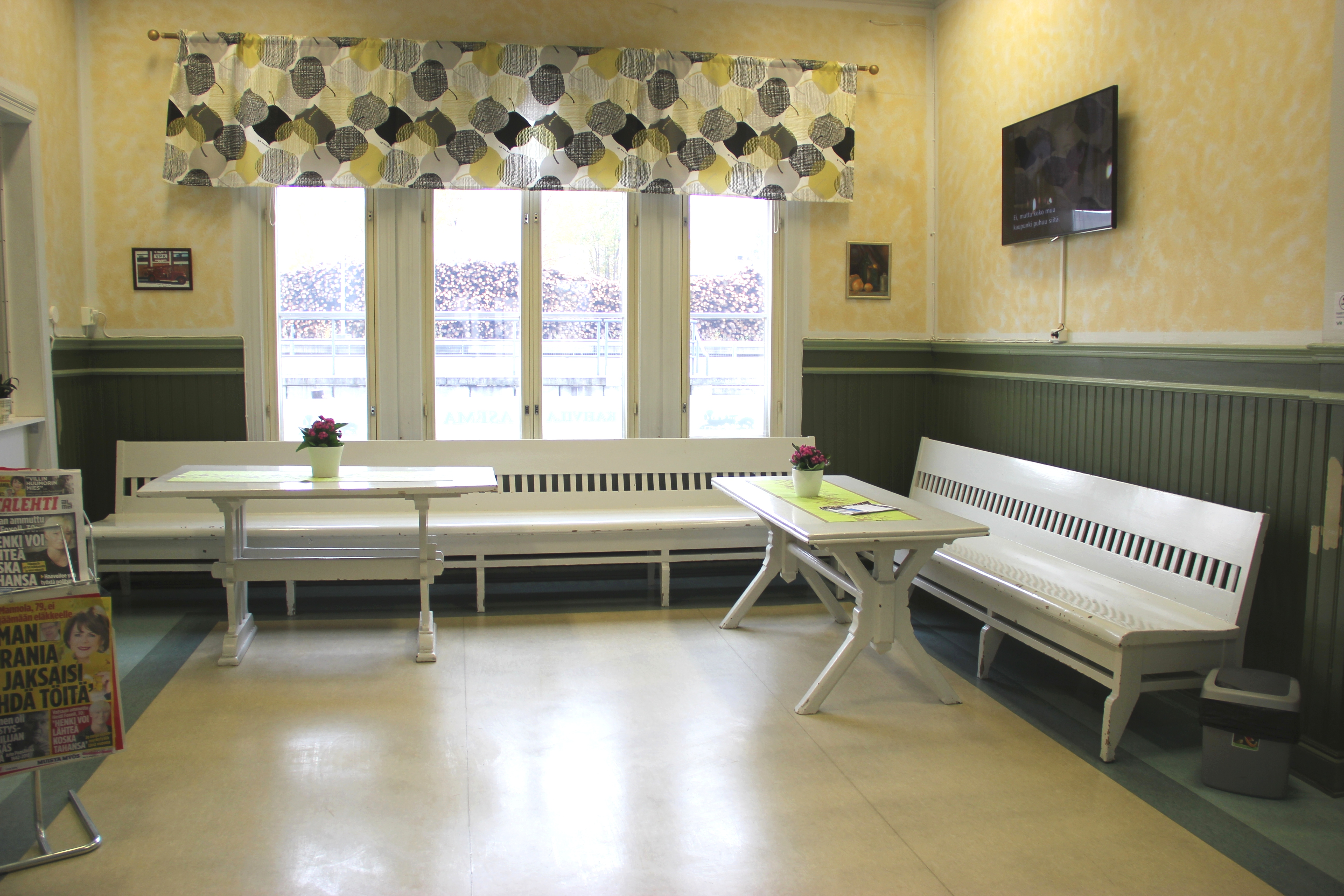
2018.